# Mouloud Achour
Mouloud Achour (ALA-LC: mawlud eashur) (en árabe: 'مولود عاشور'‎) Tamazirt (Tizi Ouzou 19 de marzo de 1944-24 de diciembre de 2020) fue un profesor, periodista, notablemente en: El Moudjahid, Algérie Hebdo, y Liberté de Argelia, escritor y ensayista argelino en expresión en francés; un autor que incluye novelas e historias. Estudió pedagogía; y, luego trabajó como maestro.

## Honores

### Membresías
También fue miembro y luego presidente de la Comisión de lectura de la Televisión Pública Nacional de Argelia, secretario permanente del Consejo Nacional de la Cultura, entre 1990 y 1991; y, luego director del Gabinete de ministros de la comunicación, entre 1991 a 1992.
Fue el director y editor de la Editorial Casbah en Argel, y fue responsable del campo "Libro" durante el año de Argelia en Francia en 2003.

## Obras publicadas

### Autor
- 1971 : Le Survivant et autres nouvelles (El Sobreviviente y otras novelas), Argel, SNED, 306 p.

- 1973 : Héliotropes, Argel, SNED, 197 p.

- 1975 : Les Dernières Vendanges, Argel, SNED, 225 p.

- 1983 : Jours de tourments, Argel, ENAL, 137 p.

- 1989 : Farès Boukhatem : rétrospective (prefacio de Malika Bouabdellah), Argel, Musée national des beaux-arts d'Alger

- 1996 : À perte de mots, L'Harmattan, y colaboradores. « Écritures arabes », 123 p. ISBN 2-7384-4824-0 «Mouloud Achour. LITTÉRATURE ROMANS, NOUVELLES» [Mouloud Achour. LITERATURA ROMANOS, NOTICIAS] (en francés). 1996. p. 124. ISBN 2-7384-4824-0.

- 2003 : Algériens-Français : bientôt finis les enfantillages ?, avec Guy Hennebelle et Nourredine Saadi, Condé-sur-Noireau, Charles Corlet, y colaboradores « La Revue » (N° 62, 303 p. ISBN 2-84706-032-4 «Algériens-Français : bientôt finis les enfantillages» [Argelino-francés: pronto terminó infantilismo] (en francés). ISBN 2-84706-032-4. Archivado desde el original el 15 de noviembre de 2017. Consultado el 14 de noviembre de 2017.

- 2004 : Le Vent du nord, Argel, Casbah, 207 p. ISBN 9961-64-230-9

- 2005 : Juste derrière l'horizon, Argel, Casbah, 175 p. ISBN 9961-64-565-0

- 2011 : Le Retour au silence, Argel, Casbah, 205 p.

- 2013 : Les dernières vendanges - récit et nouvelles - - Casbah-Editions.

### Prefacista
- 1984 : Joachim-Hans Thielemann, photographies de Hed Wimmer (tradujo Henri Daussy), L'Algérie, Bibliothèque des arts, 194 p. ISBN 2-85047-053-8

- 1987 : Saïd Smaïl, Le Crépuscule des anges, Argel, ENAL, 429 p.

- 2003 :  Lucio Guerrato, Les naufragés de ma mémoire (divagaciones filatélicas) – Casbah-Editions- Argel.

- 2006 : Nouredine Toualbi-Thaâlibi, L'Ordre et le Désordre, Argel, Casbah, 172 p. ISBN 9961-645-74-X

- 2008 : Malek Haddad, L'Élève et la leçon, Constantine, Media Plus

- 2008 : Saadia Azzoug-Talbi, Le Maître de Tala, Argel, Tala éditions

- 2012 : Christian Phéline, Les insurgés de l'an 1, Argel, Casbah

- 2014 : Djoher Amhis-Ouksel, Benhadouga, Argel, Casbah, y colaboradores. « Empreintes »